# Michif
Michif (también Mitchif, Mechif, Michif-Cree, Métif, Métchif, Cree francés) es uno de los idiomas de los métis de Canadá y los Estados Unidos, que son descendientes de las Primeras Naciones (principalmente Cree, Nakota y Ojibwe) y trabajadores del comercio de pieles de ascendencia blanca (principalmente canadienses franceses y escoceses). El michif surgió a principios del siglo XIX como una lengua mixta y adoptó un carácter constante entre 1820 y 1840.
La palabra Michif procede de una pronunciación variante de la palabra francesa Métis. Algunos mestizos prefieren esta palabra (Michif) para describir su nacionalidad cuando hablan inglés y la utilizan para cualquier cosa relacionada con los mestizos, incluidas las lenguas que hablen. Según el Instituto Gabriel Dumont (GDI), la palabra michif, cuando se utiliza para designar una lengua, sirve para describir al menos tres tipos distintos de habla. El michif septentrional (en Saskatchewan) es esencialmente una variedad del cree con un pequeño número de préstamos del francés. El michif francés es una variedad del francés canadiense con algunos préstamos y sintaxis (orden de las palabras) del cree. El michif, utilizado sin ningún calificativo, también puede describir la lengua mixta que toma mucho prestado tanto del cree como del francés. Según las teorías de autodeterminación y autoidentificación, la GDI se refiere a todas estas variedades de habla como michif porque muchos miembros de la comunidad métis utilizan el término de esa manera, aunque estas variedades son muy diferentes en sus detalles lingüísticos. El resto de este artículo trata principalmente de la lengua mixta que tiene muchas características tanto del francés como del cree.
Se calcula que el número de hablantes de michif es inferior a 1000; probablemente era el doble o el triple a finales del siglo XIX, pero nunca mucho mayor. Actualmente, el michif se habla en comunidades mestizas dispersas en las provincias de Saskatchewan y Manitoba en Canadá y en Dakota del Norte en Estados Unidos, con unos 50 hablantes en Alberta, todos mayores de 60 años. En Estados Unidos hay unos 230 hablantes de michif (frente a los 390 del censo de 1990), la mayoría de los cuales viven en Dakota del Norte, sobre todo en la reserva india de Turtle Mountain. Hay unos 300 hablantes de michif en los Territorios del Noroeste (norte de Canadá).
El michif combina el francés cree y el métis, una variedad del francés canadiense, con algunos préstamos adicionales del inglés y de lenguas indígenas de América como el ojibwe y el assiniboine. En general, la fonología, el léxico, la morfología y la sintaxis de las frases sustantivas michif proceden del francés mestizo, mientras que la fonología, el léxico, la morfología y la sintaxis de las frases verbales proceden de una variedad meridional del cree de las llanuras (un dialecto occidental del cree). Los artículos y adjetivos también son de origen francés mestizo, pero los demostrativos proceden del cree de las llanuras.
La lengua michif es inusual entre las lenguas mixtas, ya que en lugar de formar una gramática simplificada, se desarrolló incorporando elementos complejos de las lenguas principales de las que nació. Las frases sustantivas de origen francés conservan el género léxico y la concordancia adjetiva; los verbos de origen griego conservan gran parte de su estructura polisintética. Esto sugiere que, en lugar de utilizar con vacilación palabras de otra lengua, las personas que poco a poco llegaron a hablar michif dominaban perfectamente tanto el francés como el cree.
John Crawford, de la Universidad de Dakota del Norte, dio a conocer la lengua michif en 1976. Gran parte de la investigación posterior sobre Michif también estuvo relacionada con la UND, incluidos cuatro trabajos más de Crawford, además de trabajos de Evans, Rhodes y Weaver.

## Ortografía
El michif carece de una norma ortográfica unificada. Algunos sistemas son fonéticos, en los que cada letra tiene un solo sonido (a menudo basados en las normas inglesas), mientras que otros son etimológicos, en los que las palabras derivadas del francés se escriben según las normas francesas, y las derivadas del cree se escriben utilizando el sistema de la «Ortografía Romana Estándar».
En 2004, Robert Papen propuso un nuevo sistema mayoritariamente fonético.
El gobierno de Manitoba publicó en Michif, en junio de 2017, una traducción de su informe anual sobre el Acta del Camino a la Reconciliación. Su elección del sistema ortográfico puede verse en este extracto:

Chimooshakinitoohk" aen itwayhk Kwaayeshchi Kanawaapinitoohk, chi nishtotaatoohk paarmii lii atoktonn pi lii blaan pour chi ooshitaahk chi li Trustiihk, mina kayaash chi nishtotamihk ka kii itawyhk mina chi kii kayhk pi mina kaahkiiyow chi maamoo atooshkayhk

Aquí, como en el sistema de Papen, las diferentes calidades vocálicas se marcan escribiendo el carácter duplicado («a» frente a «aa») en lugar de utilizar signos diacríticos como es habitual en criollo. Por coherencia, este sistema se extiende también a las palabras derivadas del francés, de modo que en francés les blancs («los blancos») se convierte en «lii blaan» pero «les autochtones» («los autóctonos») se convierte en «lii atoktonn».